# Венеційський дворик (Дрогобич)

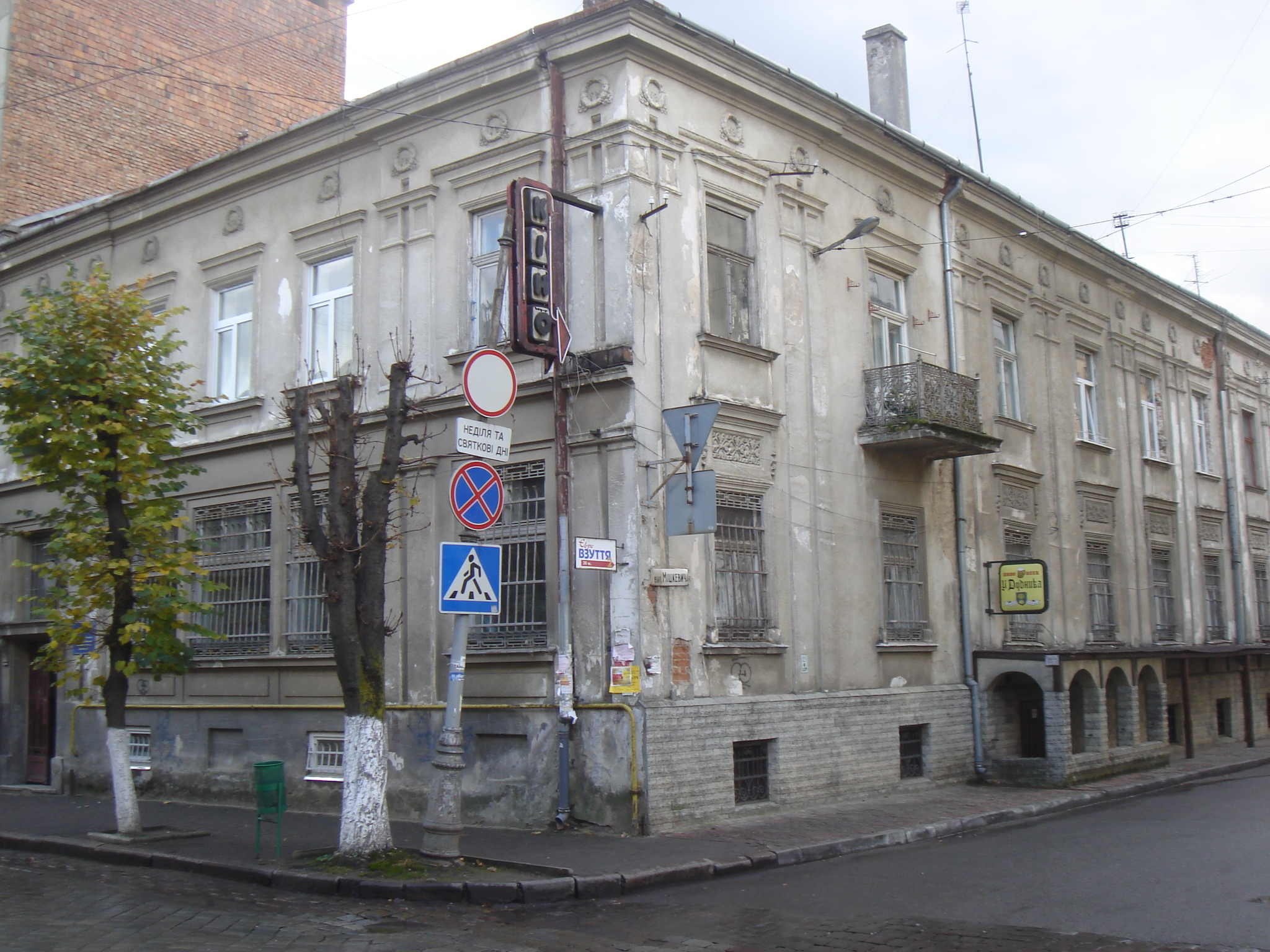
Венеційський дворик

Венеційський (медичний) дворик (зведений на поч. ХХ ст.) — розташований у внутрішньому подвір'ї будинку на вул. Т.Шевченка, 11 (медична бібліотека).
Знаходиться у будинку, де довший час у чотирьох кімнатах містилася (від 1959) медична бібліотека. Перед Другою світовою війною у будинку знаходився варшавський банк, а перед Першою — було центральне бюро місцевої рафінерії «Ґаліція».